# 비야디 e2
비야디 e2는 비야디 자동차에서 2019년부터 생산 중인 배터리 전기 소형 해치백이다. 세단 모델은 비야디 e3로 출시되었다.

## 개요
2019년 4월 상하이 모터쇼에서 공개되었다.최대 출력 94의 비야디-1814-TZ-XS-A 영구 자석 모터가 장착되어 있으며 최대 토크는 180 Nm이다.

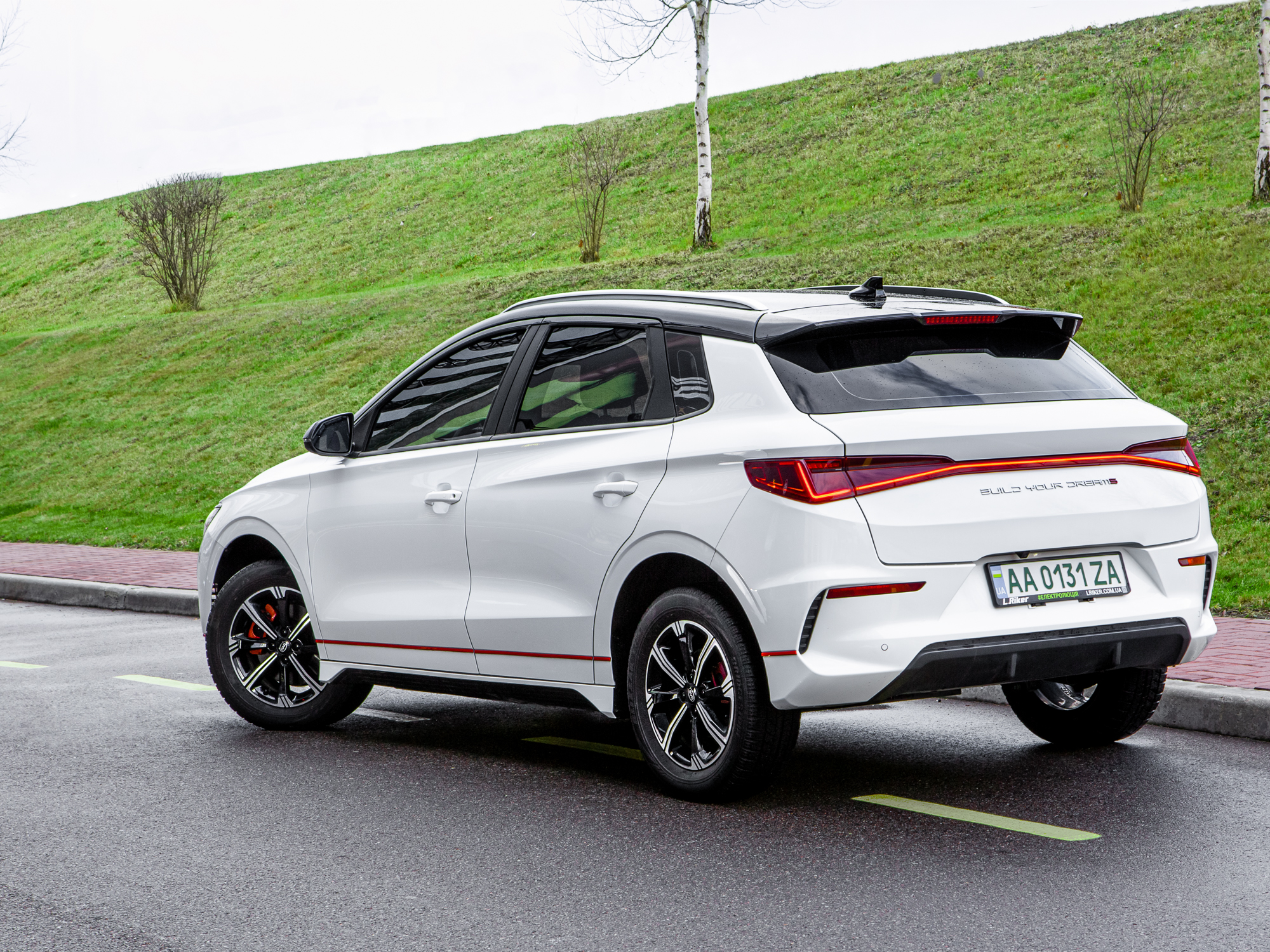
후면

e2의 세단 버전이며, 성능 수치가 e3와 동일하다. 두 모델 모두 배터리 옵션과 동시에 제공되며 최대 305km/h의 범위를 가진 35.2kWh 모델 km(190마일) NEDC, 최대 405km의 주행거리를 가진 47.3kWh 모델 km(252마일) NEDC. 35.2kWh 배터리 팩을 사용하면 AC 일반 충전에 1.5시간, 47.3kWh 배터리 팩을 사용하면 1.6시간이 걸리고, 30%에서 80%까지 고속 충전 시간은 30분이 소요된다. 0에서 50까지 가속 km/h(31 mph)는 3.9초가 걸린다.

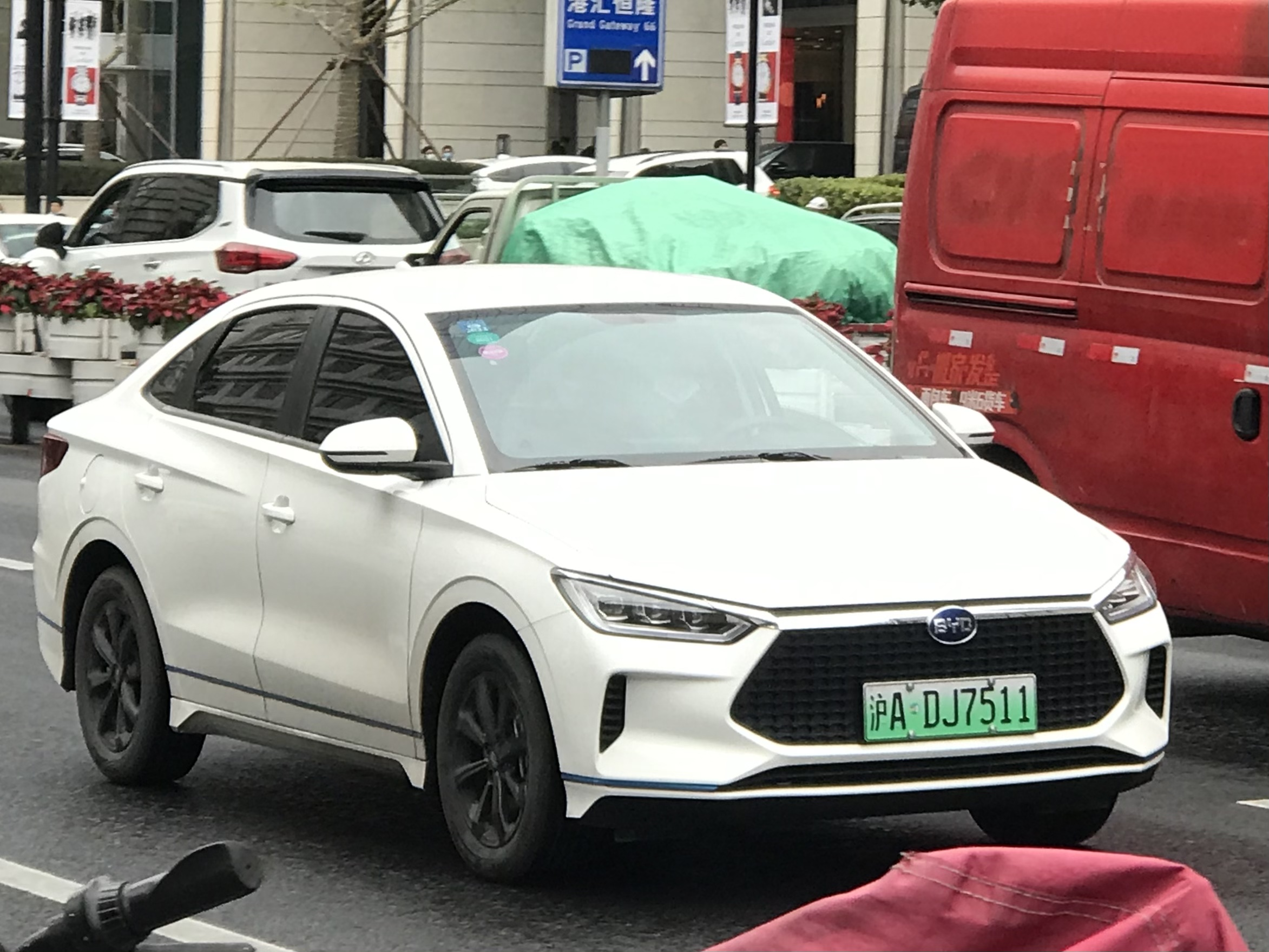
비야디 e3
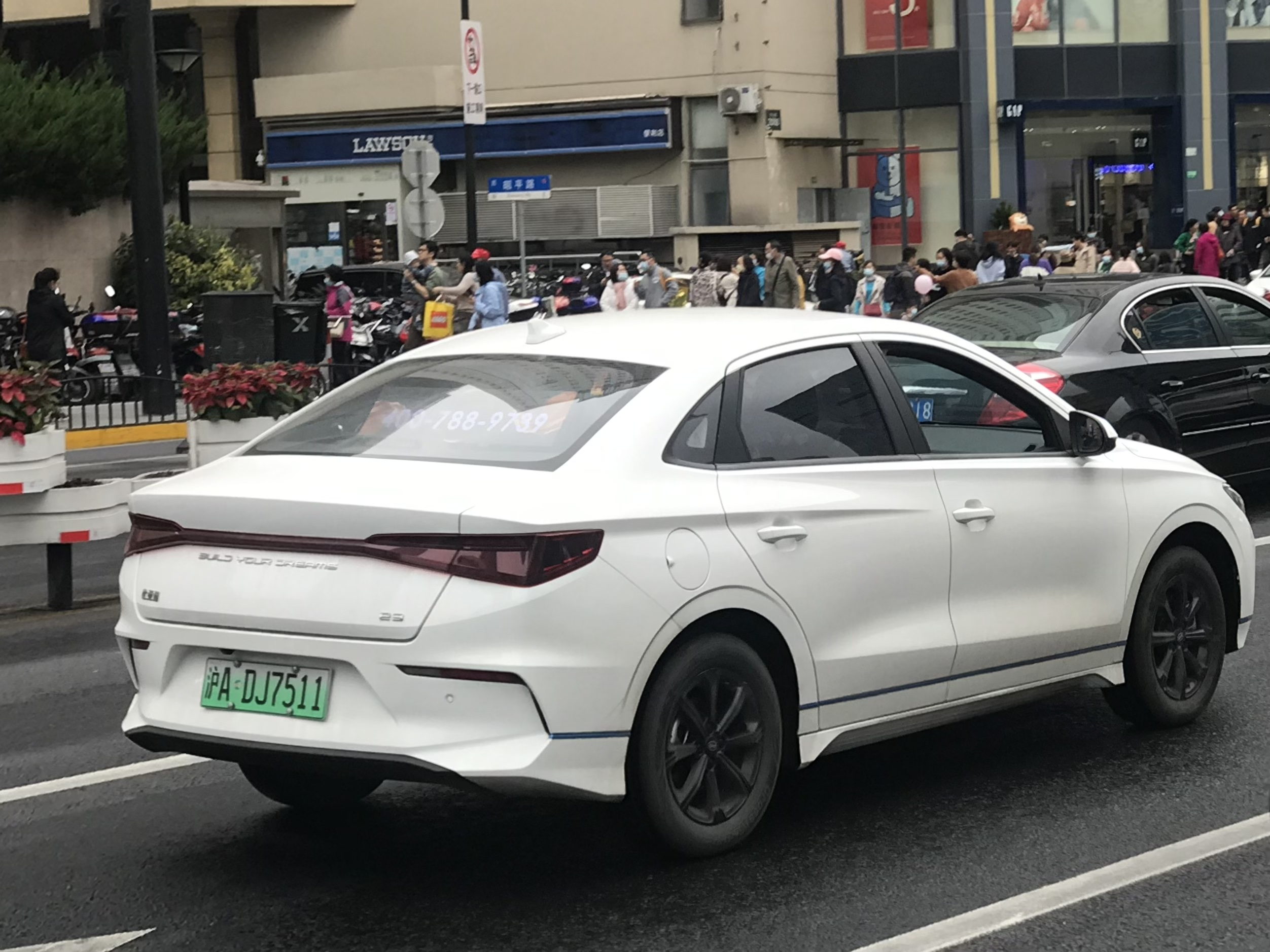
비야디 e3(후면)

비야디 e2의 출고가는 89,800위안에서 144,800위안이며, 비야디 e3의 출고가는 103,800위안에서 164,800위안이다.

## 2023년 페이스리프트
2023년에 전면부 스타일과 인테리어를 변경하여 페이스리프트를 거쳤다. F/L된 모델은 43.2kWh LFP 배터리와 95를 탑재하였다. 내부는 8.8인치 디지털 디스플레이를 특징으로 하며, NFC 카드도 업데이트에 사용할 수 있으며, 블루투스 키와 히트 펌프도 제공된다.

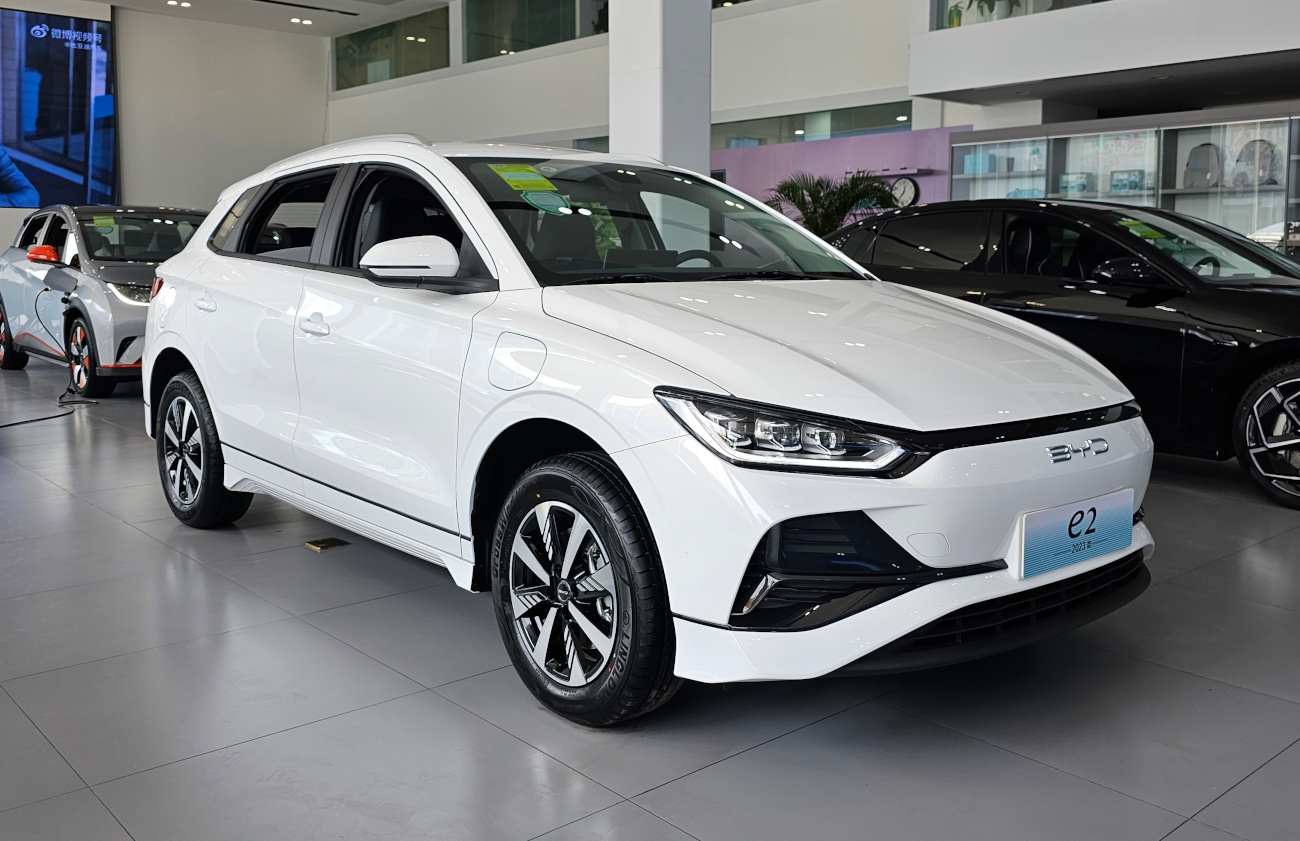
비야디 e2 페이스리프트 전면
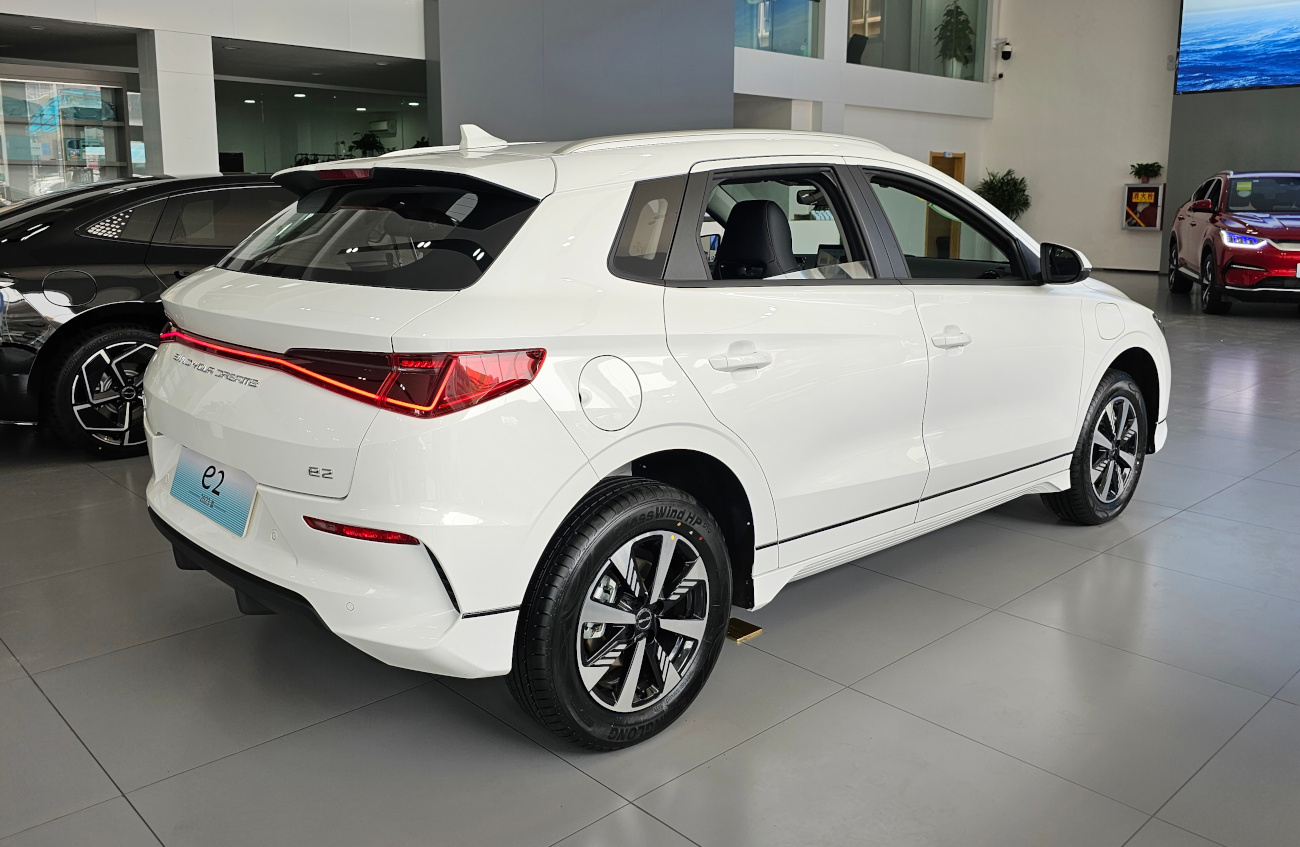
비야디 e2 페이스리프트 리어

## 같이 보기
- 비야디 자동차의 차종 목록